# Spellbound (1945)
Spellbound is een Amerikaanse psychologische thriller uit 1945 onder regie van Alfred Hitchcock. De film is gebaseerd op het boek The House of Dr. Edwardes van John Palmer en gaat over psychoanalyse, destijds een populair verschijnsel in de Verenigde Staten.

## Verhaal
Constance Petersen is psychoanalytica in een psychiatrische inrichting in de Amerikaanse staat Vermont: zij staat erom bekend geen gevoel of emoties te hebben. De directeur van het ziekenhuis is dokter Murchison. Hij is onlangs teruggekeerd na een lange afwezigheid maar moet door uitputting vervroegd met pensioen gaan. Hij zal vervangen worden door dokter Anthony Edwardes, een veel jongere man. Constance merkt al snel op dat er iets niet klopt aan hem. Hij heeft een fobie voor het zien van evenwijdige lijnen tegen een witte achtergrond en verandert drastisch van karakter zodra hij deze ziet. Als ze ziet dat zijn handschrift niet overeenkomt met dat van de echte Anthony, komt ze tot de conclusie dat hij een bedrieger is.
Als ze hem daarmee confronteert, geeft hij toe dat hij dokter Edwardes heeft vermoord en diens plaats heeft ingenomen. Constance, die inmiddels verliefd op hem is geworden, is er echter van overtuigd dat hij onschuldig is. Ze denkt dat hij lijdt aan geheugenverlies en last heeft van een schuldgevoel voor iets. Diezelfde nacht verlaat de bedrieger de inrichting en gaat naar New York. Het is inmiddels bekend bij de politie dat hij een bedrieger is en hij is dan ook de hoofdverdachte in de verdwijning van dokter Edwardes. Constance volgt hem naar New York en zoekt hem op in een hotel. Ze probeert hem duidelijk te maken dat hij niet schuldig is en probeert gebruik te maken van haar ervaring als psychoanalytica om achter de waarheid te komen.
De politie jaagt nu zowel op de bedrieger als op Constance. Ze reizen met veel moeite naar Rochester, waar ze Constances oude mentor dokter Brulov opzoeken. Hij is een oude man die logica boven gevoel stelt. Daardoor kost het haar veel moeite hem over te halen onderdak te bieden aan een voortvluchtige. Samen analyseren ze een droom die de voortvluchtige heeft, waarin veel psychoanalytische kenmerken voorkomen, zoals ogen, gordijnen, scharen, speelkaarten, een man zonder gezicht, een man die van een gebouw valt, een man die zich verstopt, en vleugels. Ze komen later tot de conclusie dat hij samen met Edwardes is gaan skiën en dat Edwardes ergens bij dit gebeuren om het leven is gekomen.
Om hem te doen inzien wat er precies is gebeurd, overreedt Constance hem met haar te skiën op diezelfde plek. Hij wil dit aanvankelijk niet doen, omdat hij bang is dat hij dan ook haar zal vermoorden. Tijdens het skiën krijgt hij een aantal flitsen uit het verleden en herinnert hij zich dat hij Edwardes niet heeft vermoord, maar dat deze van een rots is gevallen. Hij voelde zich schuldig om diens dood doordat hij als kind per ongeluk zijn broer heeft gedood. Constance denkt dat ze nu de volledige waarheid weet. Maar als het lichaam van Edwardes wordt gevonden, blijkt er een kogel in diens rug te zitten. De politie, die inmiddels weet dat de echte naam van de pseudo-Edwardes John Ballantyne is, arresteert hem en houdt hem aansprakelijk voor de moord op Edwardes.
Constance keert met een gebroken hart terug naar haar werk in het ziekenhuis, waar dokter Murchison nu weer de leiding heeft. Echter, door een verdere analyse van de droom van John komt ze erachter dat hij Edwardes niet heeft neergeschoten, maar dat het iemand anders was. Mede door een aantal onlogische uitspraken van dokter Murchison ontdekt zij dat Murchison de echte moordenaar is. Ze confronteert hem met de waarheid, waarna Murchison ook haar dreigt neer te schieten. Ze vertelt hem dat hij om de moord op Edwardes niet per se op de elektrische stoel hoeft te eindigen, maar dat dit zeker wel het geval zal zijn als hij ook haar neerschiet. Ze loopt weg, waarna Murchison zichzelf neerschiet. Niet veel later wordt John vrijgelaten en wordt hij herenigd met Constance.

## Rolverdeling
| Acteur          | Personage                               |
| --------------- | --------------------------------------- |
| Ingrid Bergman  | Dokter Constance Petersen               |
| Gregory Peck    | John Ballantyne/Dokter Anthony Edwardes |
| Michael Chekhov | Dokter Alexander 'Alex' Brulov          |
| Leo G. Carroll  | Dokter Murchison                        |
| Rhonda Fleming  | Mary Carmichael                         |
| John Emery      | Dokter Fleurot                          |
| Norman Lloyd    | Meneer Garmes                           |
| Bill Goodwin    | Detective                               |
| Steven Geray    | Dokter Graff                            |
| Donald Curtis   | Harry                                   |

## Achtergrond

### Productie
De film is gebaseerd op het boek The House of Dr. Edwardes en lang werd dat ook aangenomen als werktitel van de film. Ook The Interloper werd tijdelijk gebruikt als de titel van de film. Toen regisseur Alfred Hitchcock een definitieve titel moest geven, kwam hij met Hidden Impulse. Ruth Rickman, de secretaresse van de studio, suggereerde hem Spellbound te gebruiken. In 1943 vroeg producent David O. Selznick Hitchock om een psychologische thriller te maken, waarna de regisseur hem overtuigde de rechten van het boek The House of Dr. Edwardes te kopen. Nadat dit werd gekocht voor een bedrag van $40.000, begon Hitchcock in december dat jaar met een herschrijving van het verhaal.
Selznick huurde Ben Hecht in om het script te schrijven. Hecht was bekend met psychoanalyse en bezocht psychiatrische inrichtingen ter voorbereiding. In het najaar van 1944 was zijn script klaar, maar Selznick was niet tevreden met het resultaat en gaf hem de opdracht om er meer romantische aspecten in te verwerken. Na vele wijzigingen werd het script naar Joseph I. Breen gestuurd. Breen was de directeur van Motion Picture Association of America en protesteerde hevig tegen enkele woorden die gebruikt werden om het personage van Mary Carmichael te beschrijven, zoals sex menace, frustrations, libido en tomcat.
Aanvankelijk wilde Selznick Joseph Cotten, Dorothy McGuire en Paul Lukas aanstellen als de hoofdrolspelers. Hij liet het idee om McGuire te kiezen achterwege en probeerde Greta Garbo te strikken voor de rol. Hiermee zou ze uit haar pensioen komen en een comeback maken op het grote scherm. Ook dat idee hield niet lang stand. Ingrid Bergman was eerder afgewezen voor de hoofdrol. Ze was daar zelf niet treurig om. Ze wilde de rol niet, omdat ze niet geloofde in het liefdesverhaal. Ze legde uit dat een intellectuele vrouw als Constance niet zo verliefd kan worden.
De mannelijke hoofdrol ging uiteindelijk naar Gregory Peck. Bergman was hier in eerste instantie niet blij mee, omdat ze niet wilde dat haar romantische interesse jonger was dan zij. Naar Pecks zeggen duurde het echter niet lang voordat het ijs tussen de twee was gebroken. Volgens Peck diende Bergman als mentor voor hem en hielp ze hem wanneer dat nodig was. In een belangrijke scène moesten ze samen skiën. Omdat ze dat allebei niet konden, werd er een stuntman en -vrouw gebruikt. Het was echter noodzakelijk dat ze op ski's stonden, omdat er ook close-ups werden gemaakt. Om dat probleem op te lossen, werd er sneeuw nagemaakt van maisvlokken en hoefden ze enkel te doen alsof ze skieden.
Voor Rhonda Fleming was het haar eerste grote filmrol. Ze beschreef het als een verhaal soortgelijk aan Assepoester, omdat ze op straat werd ontdekt toen ze nog een student was en zonder enkele ervaring als actrice een screentest werd gegund. Ze kreeg onmiddellijk een filmcontract aangeboden en werd al enkele weken later gekozen als een nymfomane patiënt van een psychiatrische inrichting. Haar gebrek aan ervaring viel in de smaak bij Hitchcock, zodat hij haar persoonlijk kon trainen. Fleming vertelde dat Bergman haar erg goed behandelde en dat ze vooral goed met elkaar konden opschieten omdat ze beide lang waren in lengte.

### Ontvangst
De film werd een groot succes en bracht alleen de eerste week al $60.000 op. Hiermee verbrak de film het record van de hoogste opbrengst in één week. De recordhouder ervoor was Gone with the Wind (1939). Het bracht uiteindelijk bijna $8 miljoen op, tegen een budget van $1,7 miljoen.
Toen de film in Nederland werd uitgebracht, werd er gevreesd dat het publiek op geestelijke wijze negatief beïnvloed kon worden. Er werd hulp ingeschakeld van een psychiater voor advies, die tot de conclusie kwam dat dit niet mogelijk was. Wel werd de film geschikt bevonden voor personen van '18 jaar en ouder'.
Spellbound had veel invloed op de filmindustrie. Het was de film die psychoanalyse introduceerde. Films als Shock (1946), Whirlpool (1949) en Caught (1949) zijn allemaal grotendeels gebaseerd op de film. Het script werd aangepast om het geschikt te maken voor de radio en werd in 1948 opgevoerd op het Lux Radio Theater, met Joseph Cotten en Alida Valli in de hoofdrollen. De droomscène vormde een inspiratie voor verschillende filmmakers, waaronder voor Roman Polanski, die zijn inspiratie daaruit verwerkte in de horrorfilms Repulsion (1965) en Rosemary's Baby (1968).
Componist Miklos Rozsa gebruikte de muziek uit Spellbound om het te veranderen in klassieke muziek. Dit vormde een inspiratie voor componisten van horrorfilms, waaronder die van The Thing from Another World (1951) en The Day the Earth Stood Still (1951). Het stuk van Rozsa was tevens de aanleiding van Jerry Goldsmith om muziek voor films te schrijven.

### Analyse
Spellbound werd vlak na het einde van de Tweede Wereldoorlog uitgebracht. Veel veteranen die terugkeerden naar Amerika, werden constant herinnerd aan traumatische ervaringen op het slagveld. Om die reden was psychoanalyse erg populair in deze tijd. Spellbound wordt ook wel beschreven als een therapeutische film, omdat het gaat over iemand die een ander probeert te genezen. Producent David O. Selznick nam de psychoanalyse zeer serieus, omdat hij in de tijd dat de film werd gemaakt zijn broer verloor aan alcoholisme en daar ook een trauma aan overhield.
Regisseur Alfred Hitchcock was bekend als 'visuele regisseur' en wilde dat al de traumatische reacties van Gregory Pecks personage duidelijk zichtbaar waren voor de kijker. Dit deed hij bijvoorbeeld door het personage reacties te laten krijgen door middel van beelden, zoals donkere lijnen op een witte achtergrond. Zijn personage was iemand die leed aan geheugenverlies als gevolg van een traumatische ervaring. Dit soort personen kunnen zich bepaalde gebeurtenissen slechts gedeeltelijk herinneren en blokkeren specifieke momenten. Symptomen hiervan zijn slaapproblemen, vervreemding van de samenleving en lichtgeraaktheid. Dit werd allemaal verwerkt in de film.
Een van de bekendste scènes is die waarin het personage van Peck een opmerkelijke droom heeft die later van belang is bij de ontknoping. Hitchcock wilde niet de standaardtechniek gebruiken van een wazig beeld om duidelijk te maken dat er sprake is van een droom. Hij huurde surrealist Salvador Dalí in om deze scène te ontwerpen voor een bedrag van $4.000. Het was voor Hitchcock een belangrijke scène en hij wilde ermee bereiken dat het werd overgebracht 'met visuele scherpheid en duidelijkheid, scherper dan de film zelf'.
In de climax van de film schiet de booswicht zichzelf neer. De kijker ziet enkel zijn hand met het pistool daarin, die hij met een boog van 180 graden omdraait. Omdat dit fysiek onmogelijk is, werd een speciale hand ontworpen. Om nadruk te leggen op het moment, heeft Hitchcock twee frames van de film rood gekleurd. Het waren de enige momenten in kleur in de zwart-witfilm.

## Prijzen en nominaties
| Jaar | Prijs                               | Categorie               | Genomineerde(n)  | Uitslag     |
| ---- | ----------------------------------- | ----------------------- | ---------------- | ----------- |
| 1946 | Academy Awards                      | Beste Originele Muziek  | Miklós Rózsa     | Gewonnen    |
| 1946 | Academy Awards                      | Beste Film              | Spellbound       | Genomineerd |
| 1946 | Academy Awards                      | Beste Regisseur         | Alfred Hitchcock | Genomineerd |
| 1946 | Academy Awards                      | Beste Mannelijke Bijrol | Michael Chekhov  | Genomineerd |
| 1946 | Academy Awards                      | Beste Cinematografie    | George Barnes    | Genomineerd |
| 1946 | Academy Awards                      | Beste Visuele Effecten  | Jack Cosgrove    | Genomineerd |
| 1946 | New York Film Critics Circle Awards | Beste Actrice           | Ingrid Bergman   | Gewonnen    |